# Юния Кальвина
Юния Кальвина (лат. Iunia Calvina, 25 — не ранее 79, Рим) — римлянка I века, пра-правнучка Октавиана Августа.
Дочь Марка Юния Силана, консула 19 года, и Эмилии Лепиды, Юния Кальвина принадлежала к двум патрицианским родам: Юниям и Эмилиям. Пра-правнучка римского императора Октавиана Августа по материнской линии, она также была кровно связана Юлиями, патрицианским родом Гая Юлия Цезаря. Тацит называет Кальвину festivissima puella («праздничной девушкой»), а император Веспасиан упоминает её в одной из своих шуток, и можно заключить, что она была ещё жива в 79 году. Сенека описывает её как «самую прославленную из всех женщин (та, которую все называли Венерой)».
Кальвина была замужем за Луцием Вителлием, братом императора Авла Вителлия. Несмотря на, или, скорее, из-за их кровного родства с первым императором Рима, близкие Кальвины часто подвергалась преследованиям со стороны своих родственников, особенно прямых потомков Ливии Друзиллы, третьей жены Августа и первой римской императрицы. Кальвина и Вителлий развелись в 49 году после того, как её обвинили в инцесте с братом Луцием Юнием Силаном Торкватом, который вскоре после этого был вынужден покончить жизнь самоубийством. В том же году Кальвина была изгнана из Рима императором Клавдием, но десять лет спустя его преемник Нерон разрешил ей вернуться.
После самоубийства Нерона в 68 году нашей эры династия Юлиев-Клавдиев пресеклась и наступила гражданская война, известная как Год четырёх императоров. К тому времени Кальвина была одной из немногих потомков Августа, переживших падение первой императорской династии Рима.